# Wonders. Scopri l'Italia delle meraviglie
Wonders. Scopri l’Italia delle meraviglie è il progetto di Autostrade per l’Italia, lanciato nel 2022, che raccoglie oltre 500 esperienze di viaggio insieme a Touring Club Italiano, WWF, Slow Food Italia e in collaborazione con la Commissione Nazionale Italiana per l’Unesco. Il progetto valorizza e promuove anche la cultura del viaggio sostenibile attraverso la collaborazione con “Non sprecare” e favorire la narrazione ai territori meno noti e frequentati.

## Storia
La piattaforma digitale di Wonders è stata lanciata a maggio 2022 ed è in continua evoluzione. Le proposte sono infatti costantemente aggiornate grazie ai partner di progetto.
Sulla piattaforma wonders.it i viaggiatori possono trovare informazioni e consigli relativi al viaggio, dalla pianificazione all’arrivo, personalizzati in base all’itinerario e alle esigenze di ognuno. Le indicazioni vengono diffuse tramite un ecosistema di strumenti digitali e di touchpoint fisici lungo la rete autostradale e nelle aree di servizio.
Questo approccio riflette l'importanza crescente delle piattaforme digitali nella narrazione e valorizzazione delle destinazioni turistiche, come evidenziato in studi recenti.
Questi strumenti permettono di coinvolgere attivamente i turisti nella co-creazione dell’esperienza di viaggio e nella promozione del territorio.
Chiunque entri a far parte della community di Wonders può condividere le proprie esperienze di viaggio sui canali social e sull’App KuriU for Wonders tramite contenuti video e testuali, per dare consigli e ispirare gli altri viaggiatori.
Wonders sviluppa contenuti relativi alla biodiversità, alle tradizioni culinarie e ai siti culturali italiani, sfruttando l'integrazione di piattaforme digitali per coinvolgere le comunità locali e promuovere esperienze autentiche. Il progetto si avvale, infatti, del contributo di partner come il Touring Club Italiano, WWF, Slow Food Italia e la Commissione Nazionale Italiana per l’Unesco  per promuovere esperienze in linea con i principi del turismo sostenibile, un trend in crescita in Italia che favorisce il rispetto per l’ambiente e le economie locali.

### Natura
Insieme al WWF, Wonders promuove la salvaguardia dell’ambiente e il valore della biodiversità della flora e fauna per sensibilizzare le nuove generazioni all’importanza di vivere in un ecosistema che è in armonia con l’ambiente, attraverso iniziative legate ai luoghi visitati.

### Progetto Giro d’Italia
Autostrade per l’Italia, con il progetto Wonders, è stato anche partner del Giro d’Italia  nel 2023 e nel 2024, accompagnando e raccontando il Giro e le esperienze di viaggio possibili nelle vicinanze delle tappe italiane.

## Regioni coinvolte nel progetto
L’iniziativa racconta le bellezze delle 20 Regioni italiane: nel 2024, la piattaforma conta oltre 530 experience di viaggio ed itinerari dedicati a tutte le regioni dello Stivale.
Segue una selezione di esperienze proposte per ogni regione.

### Valle d’Aosta
Forte di Bard: polo culturale a guardia della Valle. Un esempio di fortezza militare dell’Ottocento, trasformata in polo culturale.
Gressoney-Saint-Jean e Gressoney-La-Trinité: tra borghi walser e piste da sci. Un’esperienza tra antichi borghi walser – popolazione germanica che a Gressoney si stanziò lasciando segni profondi - e piste da sci.
Monte Bianco: trekking e tecnologia. Imperdibile in Valle d’Aosta l’escursione verso il tetto d’Europa per poi affacciarsi dalla terrazza sospesa nel vuoto a 3.466 metri di altezza.

### Piemonte
In bici sulla Route 45 del Monferrato. Alla scoperta delle colline, dei vigneti e dei boschi del Monferrato alessandrino, tra campi coltivati, casali e panorami protesi da un lato verso la valle del Po e dall’altro fino alle Alpi Marittime.
Formaggi e vini del Ghemme. L’area del novarese è da sempre terra di grandi formaggi. Questo itinerario inizia dal piccolo centro di Cameri fino ad arrivare a Ghemme, patria dell’omonimo vino Docg.
Oasi di Oropa. Una giornata all’insegna della natura a Oropa, in provincia di Biella, con il suo giardino botanico e il suo suggestivo santuario.

### Lombardia
Mantova, città storica legata alla famiglia Gonzaga. Un itinerario in una città ricca di storia, arte e cultura, circondata dai suoi tre suggestivi laghi.
Oasi naturalistica della Martesana. Un’area naturalistica di oltre 30 ettari, divisa fra i comuni di Pozzuolo Martesana e Melzo, in cui vivono un elevato numero di specie vegetali e animali, tra cui specie protette e di pregio.
I panettoni della tradizione lombarda. Derivato dai panspeziali del Medioevo, il panettone è il simbolo della pasticceria milanese nel mondo. L’itinerario ripercorre le tappe della storia di questo dolce tipico.

### Liguria
Cinque Terre, la via dei Santuari. Questo itinerario permette di esplorare cinque luoghi di devozione situati lungo il Mar Ligure, percorrendo la via dei Santuari che sovrasta i rispettivi borghi.
Focacce e farinate, il cibo di strada genovese. Semplici quanto eccellenti, le focacce e la farinata costituiscono un autentico patrimonio gastronomico per Genova come per i paesi vicini. Un itinerario alla ricerca della fugassa, l’autentica focaccia genovese.
Levante genovese, le tinte del Paradiso. Itinerario che da Genova si snoda per Sori, Pieve Ligure e Bogliasco fino a giungere a Nervi, dove ci si inebria del Mar Ligure.

### Veneto
Bassano del Grappa: enclave vicentina di storia, memoria, arte. Alla scoperta dell’enclave vicentina di storia, memoria e arte sulle rive del Brenta.
L’amarone e i suoi fratelli: i grandi vini della Valpolicella. Un itinerario per gustare la ricchezza vitivinicola della Valpolicella con partenza da Bardolino.
Venezia e la sua laguna. Venezia e la sua laguna formano un tutt’uno inseparabile, di cui la città di Venezia rappresenta il cuore storico pulsante, nonché un’opera d’arte senza eguali.

### Friuli-Venezia Giulia
La Pitina della Val Tramontina. La Val Tramontina ha una lunga tradizione di norcineria “povera”: emblema di questa realtà è la pitina, sorta di polpetta affumicata nata dall’esigenza di conservare la carne in mancanza di sistemi di refrigerazione.
Trieste: il borgo asburgico e la città moderna. Città ricca di storia e tradizioni, un itinerario alla scoperta di Trieste e della sua Piazza Oberdan: nata sulle ceneri delle strutture militari asburgiche nascono palazzi dalle scenografiche arcate a rappresentare la solennità del regime fascista.
Area archeologica di Aquileia e basilica Patriarcale. Situato all’estremità settentrionale del Mar Adriatico sul fiume Natisone, il sito comprende l’area archeologica e la Basilica patriarcale di Aquileia.

### Emilia-Romagna
Cervia: la via del sale. A Cervia è custodita una delle più antiche saline del mondo: presso il Parco della Salina è possibile vedere le vasche che sin da epoca romana sono utilizzate per l’evaporazione dell’acqua e consentono di ottenere un prodotto ‘dolce’.
Francigena: la via del Medioevo. Un tratto di strada sulle orme dell'arcivescovo di Canterbury Sigerico, lungo una delle vie di comunicazione e di commercio verso Roma più importanti del Medioevo. Un percorso, in auto o a piedi, che porta alla scoperta di tre importanti tappe per i pellegrini del tempo.
Santarcangelo: grotte misteriose. Nel cuore della Romagna, Santarcangelo cela, al di sotto delle sue ripide vie, un affascinante mistero. Decine di cavità sotterranee scavate dall’uomo compongono un dedalo che è un rompicapo per gli storici e una sorpresa per i visitatori.

### Toscana
Carrara: la città ammantata di oro bianco. Non sono bianche di neve ma di marmo le montagne che appaiono sullo sfondo di Carrara, la città che si adagia alle pendici delle Alpi Apuane, che si levano altissime fino a circa 2.000 metri.
Montepulciano: nobile terra di vino. Il legame di Montepulciano con la vite ha origini che risalgono all'epoca etrusca e la storia di questo piccolo villaggio è da sempre segnata dalla presenza del vino qui prodotto. Lo si scopre in questo itinerario tra le più belle cantine di questa terra.
Val d’Orcia. Tra le distese di pianure argillose, le colline a forma di cono, i borghi fortificati, alla scoperta della bellezza dei paesaggi agricoli di età rinascimentale della Val d’Orcia.

### Marche
Frasassi: sotto un cielo di pietra. Le Grotte di Frasassi, dove si assapora il buio delle grandi sale e delle gallerie che, scolpite nelle viscere della montagna, formano una delle più ampie ed estese grotte italiane.
Gradara: rocca dell’amore. Un piccolo universo dall’aspetto fiabesco e incantato è quello racchiuso dalle mura di Gradara, delizioso borgo fortificato che si erge su un colle a poca distanza dal mare, nell’immediato entroterra marchigiano.
Urbino: l’arte del Rinascimento. A Urbino si può rimanere estasiati da un trekking urbano nella “città in forma di palazzo”, patrimonio Unesco.

### Abruzzo
Gran Sasso: il gigante addormentato. Sul tetto degli Appennini avvolti in una natura potente, dove le cime toccano quasi 3.000 metri e gli orizzonti si distendono maestosi.
Oasi Gole del Sagittario. Le spettacolari gole calcaree scavate dal Fiume Sagittario. L’oasi è anche Riserva Naturale Regionale e Zona Speciale di Conservazione ubicata nel Comune di Anversa degli Abruzzi (AQ).
I sapori della transumanza. Attraversando i calanchi, dalle vette del Gran Sasso fino al mare, si percorrono i sentieri della transumanza, antichi percorsi dove è possibile osservare greggi di pecore, preziose per la tradizione pastorale e per i loro prodotti come carne e latte di alta qualità.

### Umbria
Assisi: la Basilica di San Francesco e altri siti francescani. Itinerario alla scoperta della Basilica di San Francesco e gli altri siti francescani del territorio.
Da Spoleto a Norcia lungo la ferrovia gioiello. Da Spoleto, la città-palcoscenico alle falde del Monteluco, in poche pedalate si raggiunge il sedime dell’ex ferrovia Spoleto-Norcia, un’opera d’arte più che di ingegneria da percorrere circondati dal verde umbro.
Sulle tracce degli Etruschi a Perugia. Si segue il filo di un binomio indissolubile: Perugia e gli Etruschi, il popolo che ha plasmato queste terre e che ancora oggi non cessa di incuriosire per le sue vicende e la sua evoluta civiltà.

### Lazio
Circeo: passeggiate tra verde e blu. Un piccolo lembo di terra che custodisce uno spettacolare ecosistema percorso da suggestioni storiche, archeologia e mito. È il Parco Nazionale del Circeo, dominato dal promontorio omonimo che nel nome conserva ancora l’eco della maga Circe che qui sembra ammaliò Ulisse.
Le Isole Ponziane: collage di gioielli di mare. Un gruppo di isole di origine vulcanica situate in un mare caratterizzato da acque limpide. Così si presentano le Isole Ponziane, con incontaminati panorami a perdita d’occhio, case colorate, spiagge e calette carezzate dal sole, fondali sbalorditivi.
Pedalare nella storia: la via Appia Antica. Da porta San Sebastiano alla villa dei Quintili. Proprio in questo breve tratto, la più vecchia strada consolare distilla la storia dell’Urbe in alcuni straordinari monumenti, semplici rovine o grandiosi mausolei.

### Molise
Capracotta: dallo sci di fondo al brivido del canyoning. Piccolo comune nel cuore dell’Appennino molisano, Capracotta offre emozioni uniche per chi ama le attività sportive più diverse, dallo sci di fondo al brivido del canyoning.
Ferrovia dei Parchi: il viaggio da turismo slow con la Transiberiana d’Italia. Un viaggio da turismo slow lungo la Transiberiana d’Italia, 128 chilometri tra Abruzzo e Molise, tra boschi e riserve naturali delle montagne più alte del centro Italia.
Oasi Guardaregia Campochiaro. Riconosciuta come Riserva Regionale, tutela spettacolari paesaggi carsici, come il canyon del torrente Quirino, la cascata di San Nicola, le grotte di Pozzo della Neve e Cul di Bove che sono fra i più profondi abissi d’Europa.

### Campania
Aree archeologiche di Pompei, Ercolano e Torre Annunziata. Un tuffo nel passato con un itinerario nel sito del Patrimonio Mondiale che include le tre aree archeologiche.
Costiera Amalfitana. Distesa a Sud-Est della Penisola Sorrentina nella provincia di Salerno, la costiera può essere definita come uno straordinario esempio di valore culturale, grazie all’incredibile lavoro dell’uomo e della natura.
La creazione della pizza. Dalla farina alla tavola. Tra farine e pani di una volta, si scopre a Massa di Somma una delle produzioni più caratteristiche dell’area del Vesuvio, il pomodorino del piennolo che regala una pummarola intensa e saporita.

### Puglia
Altamura, la Cattedrale di Federico II. È una gioia per il senso estetico la Cattedrale di Altamura, fondata da Federico II, una delle quattro Basiliche palatine della Puglia. Lo sguardo si perde tra le sue forme cristalline e le geometrie in stile romanico-gotico.
I trulli di Alberobello. I trulli, tipiche abitazioni in pietra calcarea di Alberobello nel sud della Puglia, sono esempi straordinari di edilizia in pietra a secco a lastre, una tecnica risalente all’epoca preistorica e tuttora utilizzata in questa regione.
Valle d’Itria in bicicletta. Tra masserie sapientemente restaurate e virtuose cantine, sentieri da percorrere in bicicletta e che toccano pittoreschi borghi, come l’itinerario ad anello che permette la visita di Alberobello, Martina Franca e Locorotondo.

### Trentino-Alto Adige
Le valli delle mele. Le valli di Non e di Sole, situate ai piedi delle Dolomiti di Brenta, sono rinomate per la coltivazione dei meleti, apprezzati sia dagli agronomi che dai visitatori. Gli esperti ne lodano le condizioni ottimali, come la disponibilità d'acqua, l'esposizione e il microclima favorevole, mentre i turisti ne apprezzano il colore, l'aroma e la croccantezza. Particolarmente suggestivo è il paesaggio primaverile, quando i meleti in fiore offrono uno spettacolo naturale di grande bellezza.
Andalo: balcone aperto sulle Dolomiti di Brenta. Ad Andalo, località situata in una conca prativa intatta e caratterizzata dalla presenza di antichi masi, il paesaggio offre una varietà di scorci di grande interesse. Da un lato si possono ammirare le guglie calcaree delle Dolomiti di Brenta e il vasto parco naturale, mentre dall'altro le estese abetaie della Paganella conducono al comprensorio omonimo, un'area attrezzata per sciatori e sportivi di ogni livello.
Il lungo affinamento del vino trentino, “santo” e da meditazione. Tra la valle dell’Adige e il Garda si erge la valle dei Laghi, famosa da un punto di vista enologico per un prodotto davvero unico: il Vino Santo.

### Basilicata
Matera: set mistico e sacro. Matera, città dal fascino unico e intriso di storia, è conosciuta per il suo aspetto suggestivo e la profonda spiritualità che la caratterizza. Grazie alla sua atmosfera arcaica, ha spesso rappresentato la Galilea in celebri film a tema biblico. Oggi è possibile rivivere queste suggestioni attraverso un trekking urbano, che invita a esplorare la città con un approccio più intimo e riflessivo, mettendo al centro l’esperienza interiore. 
Potentino: borghi ad alta emozione. Nel Potentino si possono vivere esperienze di vario genere: dai percorsi sospesi nel vuoto e voli tra le guglie, fino a rilassanti trekking urbani o passeggiate nei boschi. Cinque borghi della zona hanno ricevuto la certificazione Bandiera Arancione del Touring Club Italiano, un riconoscimento per l’eccellenza dell’accoglienza e la ricchezza del patrimonio monumentale. Questi borghi meritano di essere scoperti uno dopo l’altro, offrendo un'esperienza che cresce in fascino e coinvolgimento.
La pera della Valle del Sinni. Nella Valle del Sinni, la coltivazione del pero è attestata almeno dal Settecento. Ancora oggi si trovano coltivazioni locali come muscarelle, muone, lardere, sciesciuu, granete. 

### Calabria
Alto Ionio cosentino: castelli e santuari tra i monti e il mare. Tra le pendici del massiccio del Pollino e le acque cristalline dello Ionio calabrese, si estende un paesaggio collinare che richiama suggestioni della Grecia antica. In questa cornice si trovano quattro località che custodiscono storie millenarie, capaci di incantare e coinvolgere anche il viaggiatore dei giorni nostri.
Reggio di Calabria: la città dei Bronzi e della Fata Morgana. È la terra lodata da Gabriele d’Annunzio e decantata dai viaggiatori che si spostavano sulle rotte del Grand Tour.
Riviera dei Cedri: Fragranze e storia.  Le fragranze che caratterizzano il tratto di costa tra Palmi e Scalea sono un autentico piacere per l'olfatto. Si tratta del profumo del cedro, un agrume di origini antichissime che la Calabria coltiva con orgoglio da secoli. Questo frutto rappresenta un importante legame storico e culturale della regione con la tradizione ebraica.

### Sicilia
Etna: tour tra lava e magma. Nera di lava e verde di boschi, bianca di neve e rossa di fuoco, sbuffante: la “colonna del cielo”, come Pindaro definì la mole imponente dell’Etna, si scorge a centinaia di chilometri di distanza. Per vivere e scoprire “a Muntagna”, bisogna rallentare. 
Val di Noto: Barocco e città ideali. Sono magie ricamate in una pietra tenera e dorata quelle che si respirano tra Noto e Palazzolo Acreide, due tra le più scenografiche città risorte dalle proprie ceneri dopo il terremoto del 1693.  
I grandi oli del Siracusano. Nella provincia di Siracusa si coltivano tre varietà particolari di olive, dalle quali si ricavano oli extravergini di grande qualità.  

### Sardegna
Il Gennargentu: il volto wild della Sardegna. Al di là delle spiagge e del magnifico mare che le bagna, si erge il massiccio del Gennargentu, il cuore roccioso della Sardegna. Quest'area, di grande valore paesaggistico e naturalistico, è anche il centro della tradizionale vita pastorale, dove il senso di appartenenza e identità culturale rimane profondamente radicato e costantemente riaffermato.
I dolci tra Nuorese e Sassarese. Ci sono zone della Sardegna che si caratterizzano per prodotti e materie prime davvero uniche. Una di queste è la pompìa: grosso agrume bitorzoluto, cresce intorno al comune di Siniscola. 
Cagliari: Urban trekking tra i quartieri storici. A Cagliari, i belvedere offrono viste panoramiche che includono il Bastione di Saint Remy, il “salotto” en plein air della città, e la Cittadella dei Musei, dove nel punto più elevato di Castello, la si può ammirare tutta, fino alla laguna di Santa Gilla e al Capo Sant’Elia.

## Contest Wonder Maker
Nel 2022 Wonders ha organizzato un contest rivolto ai viaggiatori della community. Il concorso richiedeva ai partecipanti di girare video che mostrassero le meraviglie della propria regione, con l'obiettivo di celebrare e promuovere le bellezze del territorio italiano.
Il contest ha attirato un'ampia partecipazione da tutta Italia, promettenti video maker hanno prodotto video che catturavano l'essenza unica delle loro regioni, esaltando paesaggi, tradizioni, cultura e prodotti tipici locali.
I video dei 15 vincitori del Contest Wonder Maker, che si sono aggiudicati una e-bike per scoprire il territorio in maniera sostenibile, sono visibili sulla pagina di Wonders.

## KuriU for Wonders
KuriU for Wonders è un’applicazione dedicata alla condivisione di itinerari ed esperienze di viaggio in Italia e all’estero.

### Come funziona
La piattaforma offre contenuti personalizzati in base agli interessi degli utenti. Questo feed è creato su misura per ogni utente, tenendo conto dei loro interessi e preferenze. È inoltre possibile effettuare ricerche mirate utilizzando parole chiave, permettendo di trovare facilmente l'itinerario o l'esperienza perfetta. Sulla piattaforma i viaggiatori possono condividere i propri itinerari e le proprie esperienze di viaggio, ispirando gli altri con racconti, fotografie, video e altri contenuti multimediali.
Un'altra funzionalità di KuriU for Wonders è la possibilità per i compagni di viaggio di collaborare nella creazione di un itinerario, funzionalità che consente a gruppi di amici o famiglie di pianificare insieme il loro viaggio ideale, aggiungendo idee, suggerimenti e preferenze in un unico spazio condiviso.

### I numeri dell’iniziativa
- 100 Aree di Servizio della rete Autostrade per l’Italia, raccontano tramite totem digitali, sistemi multimediali e il circuito televisivo Infomoving le “bellezze del nostro Paese” con video realizzati ad hoc;
- oltre 500 esperienze e itinerari di viaggio;
- oltre 1.000 località promosse;
- oltre 1.000 eventi certificati sul territorio nazionale;
- oltre 300 cartelloni Touring lungo la rete autostradale promuovono il progetto e le bellezze naturaliste, storico e culturali del territorio circostante;
- oltre 250 podcast realizzati con le voci di Luca e Paolo raccontano gli itinerari più coinvolgenti e originali dell’iniziativa.